# Petita Copa del Món
La Petita Copa del Món (també anomenada Mundialet de Clubs) fou una competició internacional de futbol disputada a Caracas als anys 50.
Entre 1952 i 1975 se celebrà a l'estadi Olímpic de Caracas, Veneçuela un torneig de nom Trofeu Internacional de Caracas on s'invitaba a l'elit del futbol de clubs, sovint els campions de les millors lligues, també el campió de la Copa Latina d'Europa i el campió de la Copa de Campeones sud-americana.
Va guanyar popularitat en una època en què encara no existien competicions intercontinentals. Als mitjans de comunicació i també popularment era anomenat "Petita Copa del Món" o "Mundialet de Clubs" i al guanyador se li reconeixia el títol oficiós de campió del món. Fou una iniciativa predecessora de la Copa Intercontinental i de l'actual Campionat del Món de Clubs de la FIFA, on la intenció era enfrontar els millors equips de la temporada a nivell mundial i definir-ne un campió.
Degut a la creació de la Copa Intercontinental a partir de 1963 el trofeu fou reanomenat Trofeu Ciutat de Caracas i esdevingué un torneig de caràcter amistós fins a la darrera edició del 1975.

## Palmarès
Font:
- 1952  Reial Madrid
- 1953  Millonarios de Bogotá
- 1954  SC Corinthians
- 1955  São Paulo FC
- 1956  Reial Madrid
- 1957  FC Barcelona
- 1963  São Paulo FC